# 达布莱宗区
达布莱宗区是尼泊尔77个区、戈希省14个区之一。该县地处偏远，位于尼泊尔东部的喜马拉雅山脉，北面与西藏隔喜马拉雅山脉相望。达布莱宗是尼泊尔面积第三大的区。 
达布莱宗区面积3,646平方（1,408平方英里），2021年总人口120,359人。达布莱宗区四面分别被西藏（北）、桑库瓦萨巴区（西）、代勒图姆区和班杰塔尔区（南）和锡金（东）环绕。地理上而言，该区位于北纬27º 06' to 27º 55'之间，东经87º57' to 87º40'之间。

## 得名
「达布莱宗」在林布语中的意思是“塔帕王的城堡”。中世纪时，塔帕王曾在当地修建了一座城堡，该区域即由此得名。

## 历史

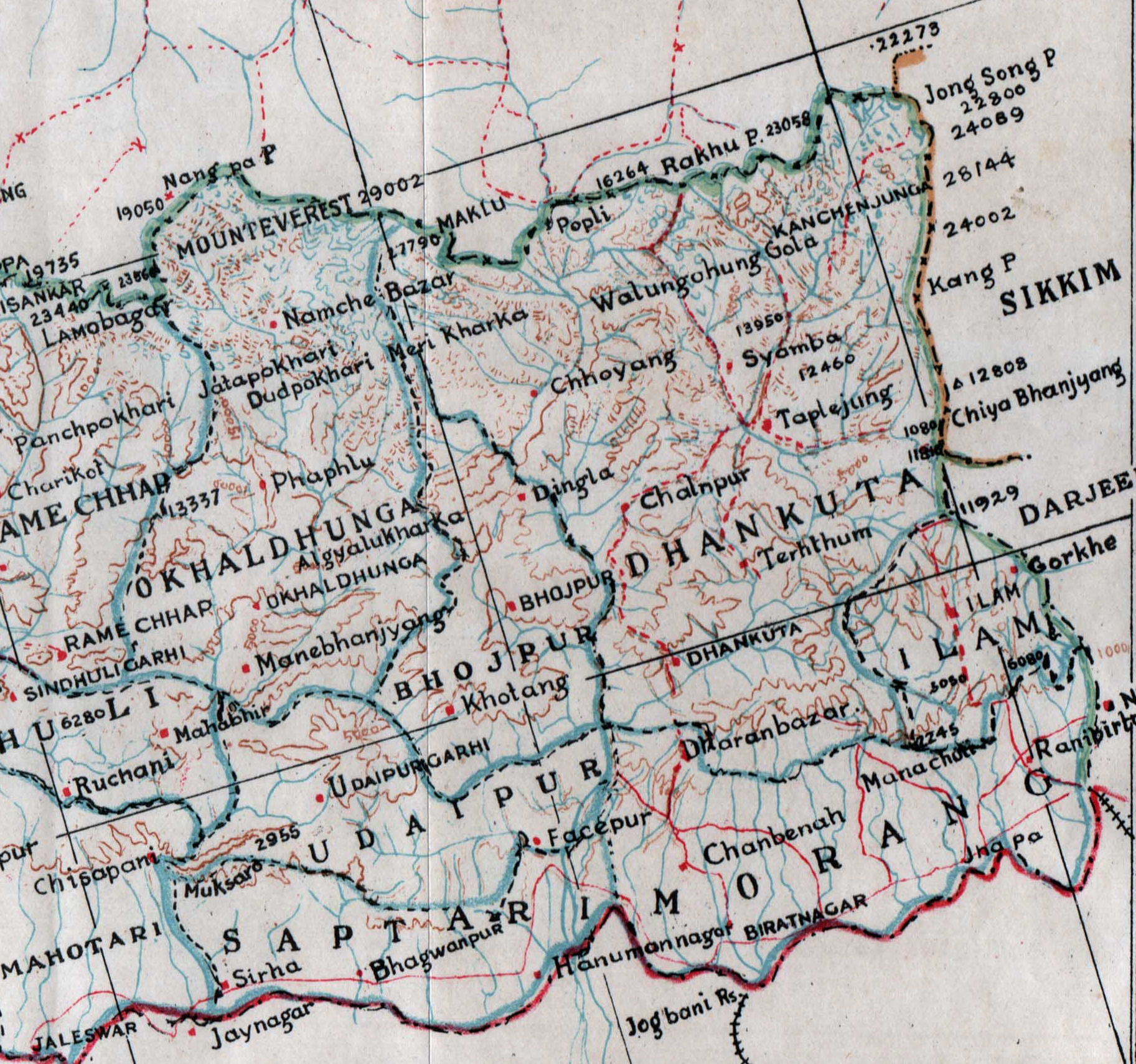
1942年的一张东尼泊尔地图显示，达布莱宗是大滕古达区的一部分

在尼泊尔统一之前，达布莱宗和周边区域被称为Pallo Kirat（林布旺），意为“遥远的区域”，并受林布旺的国王管理。
在尼泊尔统一之后，达布莱宗地区成为了大滕古达区的一部分。1962年，尼泊尔旧32个区重新划分为75个区，大滕古达区的三个“图姆”（Thum，尼泊尔语中的行政单位）重新成立了一个新的区，定名为「达布莱宗区」。

## 地理和气候
达布莱宗地理上属于山区，是世界第三高峰干城章嘉峰的所在地。该地区海拔为670米至8,586米之间。
塔摩尔河是流经该区域的主要河流，将该区域分为东西两部分。贡萨河、辛布瓦河和塔摩尔河都是淡水的重要来源，此外这里还坐落着一些冰川湖泊。
达布莱宗区拥有众多高山，包括吉米格拉峰（7,350米）、塔朗峰（7,349米）、卡布鲁峰（7,276米）、尼泊尔峰（7,177米）、贾奴峰（7,025米）等。面积2,035平方公里的干城章嘉峰保护区亦位于达布莱宗区内。
| 气候区域   | 海拔高度          | 区域面积占比 |
| ---------- | ----------------- | ------------ |
| 热带气候   | 300 至 1,000 米   | 2.4%         |
| 亚热带气候 | 1,000 至 2,000 米 | 14.8%        |
| 温带气候   | 2,000 至 3,000 米 | 19.5%        |
| 亚高山气候 | 3,000 至 4,000 米 | 16.8%        |
| 高山气候   | 4,000 至 5,000 米 | 38.8%        |
| 雪线       | 5,000米以上       | 7.7%         |

## 人口
根据2021年尼泊尔人口普查的数据，达布莱宗区2021年的人口为120,359人。

### 语言
达布莱宗区使用语言 (2011)
当地大约38%的人母语为林布语，37.4%为尼泊尔语，其他语言包括：夏尔巴语（10.7%）、达芒语（4.0%）、古隆语（3.1%）、克拉底语（2.0%）、中部藏语（0.9%）、马嘉尔语（0.7%）、尼瓦尔语（0.7%）、苏努瓦尔语（0.7%）等。
达布莱宗区有71.0%的居民可以读写，2.8%的居民仅能阅读，26.1%的居民为文盲。

### 人种
林布族占比达到41.6%，其余人种包括卡斯人（11.9%）、夏尔巴人（9.5%）、巴洪（7.8%）、莱人、卡麦（4.7%）、古隆族（4.6%）、塔芒族（4.4%）、尼瓦尔人（1.6%）等。

### 宗教信仰
| \| 达布莱宗区的宗教信仰分布 (2011)[15] \| 达布莱宗区的宗教信仰分布 (2011)[15] \| 达布莱宗区的宗教信仰分布 (2011)[15] \| 达布莱宗区的宗教信仰分布 (2011)[15] \| 达布莱宗区的宗教信仰分布 (2011)[15] \| \| ----------------------------------- \| ----------------------------------- \| ----------------------------------- \| ----------------------------------- \| ----------------------------------- \| \| 宗教 \| 宗教 \| \| 占比 \| 占比 \| \| 基拉特教（英语：Kirat Mundhum） \| 基拉特教（英语：Kirat_Mundhum） \| \| 41.37% \| 41.37% \| \| 印度教 \| 印度教 \| \| 35.90% \| 35.90% \| \| 佛教 \| 佛教 \| \| 20.52% \| 20.52% \| \| 基督教 \| 基督教 \| \| 1.47% \| 1.47% \| \| 其他 \| 其他 \| \| 0.74% \| 0.74% \| |          |  |        |        |
| 达布莱宗区的宗教信仰分布 (2011) |          |  |        |        |
| 宗教 | 宗教     |  | 占比   | 占比   |
| 基拉特教 | 基拉特教 |  | 41.37% | 41.37% |
| 印度教 | 印度教   |  | 35.90% | 35.90% |
| 佛教 | 佛教     |  | 20.52% | 20.52% |
| 基督教 | 基督教   |  | 1.47%  | 1.47%  |
| 其他 | 其他     |  | 0.74%  | 0.74%  |

达布莱宗区有41.4%的居民是基拉特教教徒，35.9%信仰印度教，20.5%信仰佛教。

## 行政管理
达布莱宗区由达布莱宗区合作委员会（Taplejung DCC）进行管理。该合作委员会由达布莱宗区议会选举产生。
尼泊尔内政部下辖的达布莱宗区政府办公室与达布莱宗合作委员会共同合作维护该区的和平、秩序和安全。区政府办公室的官员被称为首席区域官。
达布莱宗区的法院属于司法法院，负责审理区一级的案件。

## 行政区划
达布莱宗区划分成了9个地方级的主体，其中仅有蓬灵是城市市镇，其余8个均是农村市镇。
| 序号 | 名称              | 类型 | 人口（2011年） | 区域面积 | 区级数量 |
| ---- | ----------------- | ---- | -------------- | -------- | -------- |
| 1    | 蓬灵              | 城市 | 26406          | 125.57   | 11       |
| 2    | 阿特拉伊交汇      | 农村 | 13784          | 88.83    | 5        |
| 3    | 锡丁瓦            | 农村 | 12099          | 206      | 7        |
| 4    | 帕格当朗          | 农村 | 12017          | 1858.51  | 7        |
| 5    | 米格夸霍拉        | 农村 | 9160           | 442.96   | 5        |
| 6    | 梅灵丹            | 农村 | 12548          | 210.33   | 6        |
| 7    | 迈瓦格霍拉        | 农村 | 11037          | 138      | 6        |
| 8    | 巴蒂帕拉-扬瓦拉格 | 农村 | 13591          | 93.76    | 6        |
| 9    | 锡里唐哈          | 农村 | 15806          | 481.09   | 8        |

## 选区

达布莱宗选区

达布莱宗区包括1个联邦议会选区和两个省选区。

## 交通
达布莱宗区通过梅吉公路与尼泊尔其他地区相连接，梅吉公路在贾拉里市与东西向的马杭德拉公路交汇。从梅吉纳加尔到达布莱宗的距离约为227公里。从加德满都到达布莱宗可乘坐公共汽车、自驾或搭乘飞机。达布莱宗机场是距离最近的机场。

## 旅行
达布莱宗是徒步爱好者的优选目的地之一。干城章嘉峰保护区由森林、牧场、河流、高海拔湖泊和冰川组成。在保护区内生活着雪豹、亚洲黑熊、小熊猫、金胸雀鹛、雪鸡、血雉、红嘴山鸦等物种。达布莱宗山上的巴蒂帕拉德韦寺被认为是林布族神灵的故乡，因此受到人们的崇拜。另外，在奥朗琼-戈拉还有一座16世纪的佛教寺庙。